# Обаљ (Белорусија)
Обаљ или Обољ (блр. Обаль; рус. Оболь) насељено је место са административним статусом варошице (городской посёлок) у северном делу Републике Белорусије. Административно припада Шумилинском рејону Витепске области.
Према процени из 2014. у насељу је живело око 2.400 становника.

## Географија
Варошица Обаљ је смештена на обалама истоимене реке (десне притоке Западне Двине), на око 23 км западно од рејонског центра Шумилина, и на око 70 км западно од главног града области Витепска.
Важна је железничка и друмска станица на линији Витепск—Полацк.

## Историја
У писаним изворима први пут се помиње током XVI века као село у границама Полацког војводства Велике Кнежевине Литваније. Након прве подеље Пољске 1772. постаје делом Руске Империје.
До интензивнијег напретка насеља долази након градње Ришко-Орловске железнице 1886. године.
У периоду 1962—1966. био је део Полацког рејона, а садашњи административни статус варошице носи од 1968. године.

## Становништво
Према процени, у насељу је 2014. живело око 2.400 становника.
| 1979. | 1989. | 1999. | 2009. | 2014. |
| ----- | ----- | ----- | ----- | ----- |
| ---   | ---   | ---   | ---   | 2.400 |